# Ignace Léopold Élisée Scherb
Pour les articles homonymes, voir Scherb.
 (novembre 2010).
Si vous disposez d'ouvrages ou d'articles de référence ou si vous connaissez des sites web de qualité traitant du thème abordé ici, merci de compléter l'article en donnant les références utiles à sa vérifiabilité et en les liant à la section « Notes et références ».
Ignace Léopold Élisée Scherb est un colonel de cuirassiers, né le 10 mars 1776 à Westhoffen et mort le 24 mai 1842 à Neuwiller-lès-Saverne.

## Biographie
Fils de Jean Léopold Élisée Scherb, notaire royal, né le 12 décembre 1741 il est le neveu du général de brigade Marc Amand Élisée Scherb (1747-1838). Il a été marié en premières noces à la fille du baron d'empire et général de division Dorsner, Marie Alexandre Victoire et, en secondes noces, à Marie-Antoinette Reine Kien.
Soldat le 1er mars 1792 au soixante-deuxième régiment d'infanterie de ligne, il devint sous-lieutenant de cavalerie le 10 juin 1792, puis capitaine le 22 février 1797, chef d'escadron de cuirassiers le 4 octobre 1806 et colonel en 1810. Il fut officier d'ordonnance de son oncle le général Marc Amand Élisée Scherb, puis du général Lecourbe et, enfin, de Napoléon.
Il participa aux batailles suivantes :
- Valmy le 20 septembre 1792,
- Hondschoote le 8 septembre 1793,
- Maubeuge le 16 octobre 1793,
- Mayence en juillet 1794,
- Berg-op-Zoom en 1795,
- Zurich le 4 juin 1799,
- Austerlitz le 2 décembre 1805,
- Eylau le 8 février 1807,
- Ratisbone le 23 avril 1809,
- Essling le 13 mai 1809,
- Wagram le 6 juillet 1809.

Il a été nommé chevalier de la Légion d'honneur le 14 mars 1806, chevalier de l'Empire le 2 septembre 1810 et chevalier de l'ordre de Saint-Louis le 30 novembre 1828.
Ces nominations ont été confirmées par une lettre patente du 7 septembre 1810, signée par le prince archichancelier de l'empire Cambacérès, sous Napoléon, et par une autre lettre patente du 22 juin 1816, signée du chancelier de France Dambray, sous Louis XVIII.

## Sources
- Copie de l'acte de baptême de la mairie de Westhoffen.
- Armorial de la Restauration.
- Les deux lettres patentes citées, de la Bibliothèque nationale de Paris.
- Copie par le colonel Bonnel de Strasbourg des inscriptions gravées sur le monument funéraire du colonel à Neuwiller-lès-Saverne.